# Бакленд (аэропорт)
Аэропорт Бакленд (англ. Buckland Airport), (ИАТА: BKC, ИКАО: PABL, FAA LID: BVK, formerly 7K5) — государственный гражданский аэропорт, расположенный в одной миле (1,85 километрах) к юго-западу от центрального делового района города Бакленд (Аляска), США.

## Операционная деятельность
Аэропорт Бакленд занимает площадь в 74 гектара, расположен на высоте 9 метров над уровнем моря и эксплуатирует одну взлётно-посадочную полосу:
- 11/29 размерами 975 x 23 метров с гравийным покрытием.[1]